# Gualolepis
Gualolepis è un genere estinto di pesci ossei d'acqua dolce vissuto durante il Triassico Medio, circa 235–234 milioni di anni fa, nella regione attualmente corrispondente all'Argentina occidentale. Il genere è conosciuto unicamente dalla specie tipo Gualolepis carinaesquamosa, nota per due esemplari fossili rinvenuti nella Formazione Los Rastros, all'interno del Bacino di Bermejo.

## Etimologia
Il nome generico deriva dal toponimo “Cañón del Gualo”, località di ritrovamento dei fossili, combinato con il termine greco lepis, che significa "scaglia". Il nome specifico carinaesquamosa unisce i termini latini carina ("chiglia") e squama ("scaglia"), in riferimento alla particolare ornamentazione delle scaglie dell'animale.

## Ritrovamenti fossili
L’unica specie attribuita al genere è Gualolepis carinaesquamosa descritta nel 2006 da López-Arbarello e colleghi. I due esemplari noti (PULR 106 e PULR 107) sono custoditi nella collezione paleontologica della Universidad Nacional de La Rioja. Entrambi sono parziali e includono solo la porzione anteriore del corpo. Sono stati rinvenuti in concrezioni di arenaria nei pressi di Cañón del Gualo, (La Rioja, Argentina), all'interno della Formazione Los Rastros nel Bacino di Bermejo.

## Descrizione
Gualolepis era un pesce di medie dimensioni, con una lunghezza stimata di circa 42 cm. Presentava un cranio appiattito dorso-ventralmente e piuttosto fragile, in contrasto con i crani più massicci di generi coevi come Rastrolepis e Challaia. Le orbite oculari erano ovali e posizionate dorsalmente, suggerendo una visione orientata verso l’alto, caratteristica comune nei pesci bentonici.
Una delle peculiarità più notevoli di Gualolepis è la struttura delle scaglie: queste erano ornate da una carena longitudinale mediana disposta verticalmente, presumibilmente con funzione di rinforzo strutturale. Le ossa opercolari erano sorprendentemente piccole, indicando uno stile di vita poco attivo sul fondo di laghi o fiumi. Anche i denti erano minuscoli, conici e poco evidenti, adatti a una dieta basata su prede molli come i vermi.

## Classificazione
A causa della scarsità di resti fossili, Gualolepis è stato attribuito agli Actinopterygii incertae sedis; Gualolepis tuttavia mostra forti somiglianze craniche, in particolare nelle ossa opercolari, con i Peipiaosteidae, una famiglia estinta appartenente agli Acipenseriformes, che include oggi storioni e pesci spatola. Tuttavia, a causa della frammentarietà dei resti, l'attribuzione tassonomica definitiva è ancora oggetto di discussione.

## Paleoecologia
Le dimensioni medie, la morfologia cranica e la ridotta dimensione delle aperture branchiali suggeriscono che Gualolepis fosse un pesce bentonico, adattato a una vita sul fondale. Probabilmente si nutriva di invertebrati molli, muovendosi lentamente o restando immobile per lunghi periodi.

## Contesto geologico
I fossili provengono dalla Formazione Los Rastros, parte del quinto ciclo lacustre del Bacino di Bermejo. Questa formazione è ben nota per la conservazione eccezionale di insetti, ma comprende anche una fauna ittica composta da generi come Challaia, Rastrolepis e lo stesso Gualolepis. Il contesto ambientale suggerisce un ecosistema d’acqua dolce con condizioni favorevoli alla fossilizzazione.